# Muzeum světové kultury
Muzeum světové kultury (švédsky Världskulturmuseet, anglicky Museum of World Culture) je etnografické muzeum ve švédském městě Göteborgu. Nachází se na ulici Södra vägen nedaleko zábavního parku Liseberg, v jeho sousedství stojí vědecké centrum Universeum. Navazuje na göteborské etnografické muzeum založené v roce 1946 a tvoři organizační celek s trojicí muzejních institucí ve Stockholmu (Muzeum etnografie, Východoasijské muzeum a Muzeum Středomoří).
Budovu muzea projektovali architekti Cécile Brisacová a Edgar Gonzalez. Stavba byla zahájena v roce 1999 a muzeum bylo otevřeno v roce 2004. Užitná plocha přesahuje deset tisíc čtverečních metrů, vedle výstavních sálů se v budově nacházejí také kanceláře, knihovna, auditorium s kapacitou 200 míst a restaurace nazvaná Tabla. Západní část muzea je tvořena betonovým blokem, východní polovina je prosklená a volně přechází do přilehlé zahrady. Budova získala Cenu Miese van der Rohe a Cenu Kaspara Sahlinse, avšak nezisková organizace Arkitekturupproret ji označila v roce 2020 za nejošklivější stavbu v Göteborgu.
Cílem muzea je prezentovat vzájemné propojení kultur z různých kontinentů. Jeho sbírky obsahují více než sto tisíc předmětů, významná je především kolekce artefaktů z oblasti Amazonie. Stálé expozice nese název Společně a klade důraz na přístupnost pro všechny bez omezení věkem nebo zdravotním handicapem. Také se zde konají příležitostné výstavy, např. průřez tvorbou afroamerického konceptualisty Freda Wilsona. V roce 2005 došlo ke skandálu s vystaveným obrazem Louzly Darabi na téma onemocnění AIDS, který spojoval erotický výjev s citacemi z koránu. Po protestech muslimských organizací bylo rozhodnuto dílo z muzea  odstranit.
V roce 2009 Muzeu světové kultury udělila Národní asociace švédských muzeí cenu pro muzeum roku. Ročně je navštíví okolo 190 000 osob. Ředitelkou muzea je od února 2025 Britta Söderqvistová.